# Interlands Deens voetbalelftal 1950-1959
Deze pagina toont een chronologisch en gedetailleerd overzicht van de interlands die het Deens voetbalelftal heeft gespeeld in de periode 1950 – 1959.

## Interlands

### 1950
|                                                                     |                                                                |       |                  |                                                                                   |
| 28 mei Vriendschappelijk № 162 «onderlinge duels» 17:00 uur (UTC+1) | Joegoslavië                                                    | 5 – 1 | Denemarken       | JNA Stadion, Belgrado Toeschouwers: 50.000 Scheidsrechter: Generoso Dattilo (ITA) |
| 28 mei Vriendschappelijk № 162 «onderlinge duels» 17:00 uur (UTC+1) | Bernard Vukas 34' Edvard Hočevar 35' Rajko Mitić 54', 56', 86' |       | 44' Axel Pilmark | JNA Stadion, Belgrado Toeschouwers: 50.000 Scheidsrechter: Generoso Dattilo (ITA) |

|                                                                                 |                                                                                   |       |           |                                                                                           |
| 22 juni Noords Kampioenschap 1948/51 № 163 «onderlinge duels» 19:00 uur (UTC+1) | Denemarken                                                                        | 4 – 0 | Noorwegen | Københavns Idrætspark, Kopenhagen Toeschouwers: 35.500 Scheidsrechter: Tore Sjöberg (SWE) |
| 22 juni Noords Kampioenschap 1948/51 № 163 «onderlinge duels» 19:00 uur (UTC+1) | Poul Erik Petersen 21' Edvin Hansen 38' Jens Peder Hansen 48' Aage Rou Jensen 58' |       |           | Københavns Idrætspark, Kopenhagen Toeschouwers: 35.500 Scheidsrechter: Tore Sjöberg (SWE) |

|                                                                      |                     |       |           |                                                                                |
| 25 juni Vriendschappelijk № 164 «onderlinge duels» 13:30 uur (UTC+1) | Denemarken          | 1 – 4 | Noorwegen | Aarhus Stadion, Aarhus Toeschouwers: 21.500 Scheidsrechter: John Nilsson (SWE) |
| 25 juni Vriendschappelijk № 164 «onderlinge duels» 13:30 uur (UTC+1) | Aage Rou Jensen 52' |       | ?         | Aarhus Stadion, Aarhus Toeschouwers: 21.500 Scheidsrechter: John Nilsson (SWE) |

|                                                                                     |                    |       |                                           |                                                                                        |
| 27 augustus Noords Kampioenschap 1948/51 № 165 «onderlinge duels» 15:00 uur (UTC+2) | Finland            | 1 – 2 | Denemarken                                | Olympisch Stadion, Helsinki Toeschouwers: 20.062 Scheidsrechter: Johan Narvestad (NOR) |
| 27 augustus Noords Kampioenschap 1948/51 № 165 «onderlinge duels» 15:00 uur (UTC+2) | Yrjö Asikainen 72' |       | 20' Poul Erik Petersen 73' Holger Seebach | Olympisch Stadion, Helsinki Toeschouwers: 20.062 Scheidsrechter: Johan Narvestad (NOR) |

|                                                                           |                         |       |                                                                       |                                                                                            |
| 10 september Vriendschappelijk № 166 «onderlinge duels» 13:30 uur (UTC+1) | Denemarken              | 1 – 4 | Joegoslavië                                                           | Københavns Idrætspark, Kopenhagen Toeschouwers: 37.000 Scheidsrechter: Folke Bålstad (NOR) |
| 10 september Vriendschappelijk № 166 «onderlinge duels» 13:30 uur (UTC+1) | Edvin Hansen 12' (pen.) |       | 7' Todor Živanović 10' Stjepan Bobek 25' Rajko Mitić 65' Antun Herceg | Københavns Idrætspark, Kopenhagen Toeschouwers: 37.000 Scheidsrechter: Folke Bålstad (NOR) |

|                                                                                    |                                                                           |       |            |                                                                                 |
| 15 oktober Noords Kampioenschap 1948/51 № 167 «onderlinge duels» 15:00 uur (UTC+1) | Zweden                                                                    | 4 – 0 | Denemarken | Råsundastadion, Solna Toeschouwers: 37.500 Scheidsrechter: Edvin Pedersen (NOR) |
| 15 oktober Noords Kampioenschap 1948/51 № 167 «onderlinge duels» 15:00 uur (UTC+1) | Tryggve Granqvist 28' Egon Jönsson 29' Sylve Bengtsson 36' Walfrid Ek 39' |       |            | Råsundastadion, Solna Toeschouwers: 37.500 Scheidsrechter: Edvin Pedersen (NOR) |

|                                                                         |                                                                   |       |                      |                                                                              |
| 5 november Vriendschappelijk № 168 «onderlinge duels» 14:00 uur (UTC+1) | Oostenrijk                                                        | 5 – 1 | Denemarken           | Prater-Stadion, Wenen Toeschouwers: 50.000 Scheidsrechter: Leo Lemešić (YUG) |
| 5 november Vriendschappelijk № 168 «onderlinge duels» 14:00 uur (UTC+1) | Ernst Melchior 5' Theodor Wagner 19', 21', 44' Lukas Aurednik 72' |       | 15' Erik Kuld Jensen | Prater-Stadion, Wenen Toeschouwers: 50.000 Scheidsrechter: Leo Lemešić (YUG) |

### 1951
|                                                                     |                                                      |       |                         |                                                                             |
| 12 mei Vriendschappelijk № 169 «onderlinge duels» 15:00 uur (UTC+1) | Denemarken                                           | 3 – 1 | Schotland               | Hampden Park, Glasgow Toeschouwers: 75.000 Scheidsrechter: Bill Evans (ENG) |
| 12 mei Vriendschappelijk № 169 «onderlinge duels» 15:00 uur (UTC+1) | Billy Steel 33' Lawrie Reilly 59' Bobby Mitchell 86' |       | 6' Jørgen Wagner Hansen | Hampden Park, Glasgow Toeschouwers: 75.000 Scheidsrechter: Bill Evans (ENG) |

|                                                                      |                                            |       |                                                                 |                                                                                            |
| 17 juni Vriendschappelijk № 170 «onderlinge duels» 13:30 uur (UTC+1) | Denemarken                                 | 3 – 3 | Oostenrijk                                                      | Københavns Idrætspark, Kopenhagen Toeschouwers: 23.300 Scheidsrechter: Maurice Hamus (LUX) |
| 17 juni Vriendschappelijk № 170 «onderlinge duels» 13:30 uur (UTC+1) | Aage Rou Jensen 52', 65' Knud Lundberg 53' |       | 24' Ernst Melchior 33' (pen.) Theodor Wagner 68' Johann Riegler | Københavns Idrætspark, Kopenhagen Toeschouwers: 23.300 Scheidsrechter: Maurice Hamus (LUX) |

|                                                                                      |                                         |       |            |                                                                               |
| 16 september Noords Kampioenschap 1948/51 № 171 «onderlinge duels» 13:15 uur (UTC+1) | Noorwegen                               | 2 – 0 | Denemarken | Ullevaalstadion, Oslo Toeschouwers: 35.322 Scheidsrechter: John Nilsson (SWE) |
| 16 september Noords Kampioenschap 1948/51 № 171 «onderlinge duels» 13:15 uur (UTC+1) | Gunnar Thoresen 26' Bendt Jørgensen 40' |       |            | Ullevaalstadion, Oslo Toeschouwers: 35.322 Scheidsrechter: John Nilsson (SWE) |

|                                                                                      |                       |       |         |                                                                                          |
| 30 september Noords Kampioenschap 1948/51 № 172 «onderlinge duels» 13:30 uur (UTC+1) | Denemarken            | 1 – 0 | Finland | Københavns Idrætspark, Kopenhagen Toeschouwers: 31.700 Scheidsrechter: Ivan Eklind (SWE) |
| 30 september Noords Kampioenschap 1948/51 № 172 «onderlinge duels» 13:30 uur (UTC+1) | Hilmar Staalgaard 39' |       |         | Københavns Idrætspark, Kopenhagen Toeschouwers: 31.700 Scheidsrechter: Ivan Eklind (SWE) |

|                                                                                    |                                                            |       |                  |                                                                                             |
| 21 oktober Noords Kampioenschap 1948/51 № 173 «onderlinge duels» 13:30 uur (UTC+1) | Denemarken                                                 | 3 – 1 | Zweden           | Københavns Idrætspark, Kopenhagen Toeschouwers: 40.100 Scheidsrechter: Edvin Pedersen (NOR) |
| 21 oktober Noords Kampioenschap 1948/51 № 173 «onderlinge duels» 13:30 uur (UTC+1) | Poul Rasmussen 25' Knud Lundberg 34' Hilmar Staalgaard 35' |       | 72' Egon Jönsson | Københavns Idrætspark, Kopenhagen Toeschouwers: 40.100 Scheidsrechter: Edvin Pedersen (NOR) |

### 1952
|                                                                     |                    |       |                                       |                                                                                          |
| 25 mei Vriendschappelijk № 174 «onderlinge duels» 13:30 uur (UTC+1) | Denemarken         | 1 – 2 | Schotland                             | Københavns Idrætspark, Kopenhagen Toeschouwers: 39.000 Scheidsrechter: Sten Ahlner (SWE) |
| 25 mei Vriendschappelijk № 174 «onderlinge duels» 13:30 uur (UTC+1) | Poul Rasmussen 64' |       | 48' Willie Thornton 70' Lawrie Reilly | Københavns Idrætspark, Kopenhagen Toeschouwers: 39.000 Scheidsrechter: Sten Ahlner (SWE) |

|                                                                                   |            |                                   |        |                                                                            |
| 11 juni NFF 50 jarig jubileumwedstrijd № 175 «onderlinge duels» 19:00 uur (UTC+1) | Denemarken | 0 – 2                             | Zweden | Bislettstadion, Oslo Toeschouwers: 22.058 Scheidsrechter: Johan Alho (FIN) |
| 11 juni NFF 50 jarig jubileumwedstrijd № 175 «onderlinge duels» 19:00 uur (UTC+1) |            | 43' Gösta Löfgren 56' Yngve Brodd |        | Bislettstadion, Oslo Toeschouwers: 22.058 Scheidsrechter: Johan Alho (FIN) |

|                                                                                 |                                                             |       |                                                              |                                                                                 |
| 22 juni Noords Kampioenschap 1952/55 № 176 «onderlinge duels» 15:00 uur (UTC+1) | Zweden                                                      | 4 – 3 | Denemarken                                                   | Råsundastadion, Solna Toeschouwers: 36.700 Scheidsrechter: Edvin Pedersen (NOR) |
| 22 juni Noords Kampioenschap 1952/55 № 176 «onderlinge duels» 15:00 uur (UTC+1) | Sylve Bengtsson 5' Yngve Brodd 8' Nils Åke Sandell 19', 76' |       | 52' Poul Rasmussen 59' Poul Erik Petersen 77' Holger Seebach | Råsundastadion, Solna Toeschouwers: 36.700 Scheidsrechter: Edvin Pedersen (NOR) |

| Olympische Spelen 1952 |
| ---------------------- |

|                                                                                |                                           |       |                         |                                                                              |
| 15 juli Olympische Spelen Voorronde № 177 «onderlinge duels» 19:00 uur (UTC+2) | Denemarken                                | 2 – 1 | Griekenland             | Ratina Stadion, Tampere Toeschouwers: 4.372 Scheidsrechter: Wolf Karni (FIN) |
| 15 juli Olympische Spelen Voorronde № 177 «onderlinge duels» 19:00 uur (UTC+2) | Poul Erik Petersen 36' Holger Seebach 37' |       | 85' Lakis Emmanouilidis | Ratina Stadion, Tampere Toeschouwers: 4.372 Scheidsrechter: Wolf Karni (FIN) |

|                                                                                   |                                      |       |       |                                                                                            |
| 21 juli Olympische Spelen Eerste ronde № 178 «onderlinge duels» 19:00 uur (UTC+2) | Denemarken                           | 2 – 0 | Polen | Kupittaan jalkapallostadion, Turku Toeschouwers: 6.024 Scheidsrechter: Folke Bålstad (NOR) |
| 21 juli Olympische Spelen Eerste ronde № 178 «onderlinge duels» 19:00 uur (UTC+2) | Holger Seebach 17' Svend Nielsen 73' |       |       | Kupittaan jalkapallostadion, Turku Toeschouwers: 6.024 Scheidsrechter: Folke Bålstad (NOR) |

|                                                                                  |                                                            |       |                                                                                                |                                                                                    |
| 25 juli Olympische Spelen Kwartfinale № 179 «onderlinge duels» 19:00 uur (UTC+2) | Denemarken                                                 | 3 – 5 | Joegoslavië                                                                                    | Töölön Pallokenttä, Helsinki Toeschouwers: 11.456 Scheidsrechter: Wolf Karni (FIN) |
| 25 juli Olympische Spelen Kwartfinale № 179 «onderlinge duels» 19:00 uur (UTC+2) | Knud Lundberg 63' Holger Seebach 85' Jens Peder Hansen 87' |       | 18' Zlatko Čajkovski 38' Tihomir Ognjanov 41' Bernard Vukas 77' Stjepan Bobek 81' Branko Zebec | Töölön Pallokenttä, Helsinki Toeschouwers: 11.456 Scheidsrechter: Wolf Karni (FIN) |

|  |  |  |  |  |  |  |  |  |

|                                                                           |                                                           |       |                                    |                                                                                           |
| 21 september Vriendschappelijk № 180 «onderlinge duels» 13:30 uur (UTC+1) | Denemarken                                                | 3 – 2 | Nederland                          | Københavns Idrætspark, Kopenhagen Toeschouwers: 31.000 Scheidsrechter: Yrjö Kaivola (FIN) |
| 21 september Vriendschappelijk № 180 «onderlinge duels» 13:30 uur (UTC+1) | Kurt Nielsen 19' Poul Erik Petersen 20' Svend Nielsen 68' |       | 7' Jan van Roessel 13' Abe Lenstra | Københavns Idrætspark, Kopenhagen Toeschouwers: 31.000 Scheidsrechter: Yrjö Kaivola (FIN) |

|                                                                                   |                                     |       |                |                                                                                    |
| 5 oktober Noords Kampioenschap 1952/55 № 181 «onderlinge duels» 14:00 uur (UTC+2) | Finland                             | 2 – 1 | Denemarken     | Olympisch Stadion, Helsinki Toeschouwers: 9.022 Scheidsrechter: Erik Westman (SWE) |
| 5 oktober Noords Kampioenschap 1952/55 № 181 «onderlinge duels» 14:00 uur (UTC+2) | Nils Rikberg 18' Aulis Rytkönen 71' |       | 64' Per Jensen | Olympisch Stadion, Helsinki Toeschouwers: 9.022 Scheidsrechter: Erik Westman (SWE) |

|                                                                                    |                |       |                                                      |                                                                                             |
| 19 oktober Noords Kampioenschap 1952/55 № 182 «onderlinge duels» 13:30 uur (UTC+1) | Denemarken     | 1 – 3 | Noorwegen                                            | Københavns Idrætspark, Kopenhagen Toeschouwers: 41.000 Scheidsrechter: Gösta Lindberg (SWE) |
| 19 oktober Noords Kampioenschap 1952/55 № 182 «onderlinge duels» 13:30 uur (UTC+1) | Per Jensen 57' |       | 19' Odd Wang Sørensen 61' Hans Nordahl 77' Tor Jevne | Københavns Idrætspark, Kopenhagen Toeschouwers: 41.000 Scheidsrechter: Gösta Lindberg (SWE) |

### 1953
|                                                                                 |                    |       |                                            |                                                                                         |
| 21 juni Noords Kampioenschap 1952/55 № 183 «onderlinge duels» 13:30 uur (UTC+1) | Denemarken         | 1 – 3 | Zweden                                     | Københavns Idrætspark, Kopenhagen Toeschouwers: 39.500 Scheidsrechter: Johan Alho (FIN) |
| 21 juni Noords Kampioenschap 1952/55 № 183 «onderlinge duels» 13:30 uur (UTC+1) | Holger Seebach 46' |       | 24', 65' Henry Thillberg 56' Lars Eriksson | Københavns Idrætspark, Kopenhagen Toeschouwers: 39.500 Scheidsrechter: Johan Alho (FIN) |

|                                                                      |                       |       |                                                                      |                                                                              |
| 27 juni Vriendschappelijk № 184 «onderlinge duels» 17:00 uur (UTC+1) | Zwitserland           | 1 – 4 | Denemarken                                                           | Stadion Rankhof, Bazel Toeschouwers: 8.000 Scheidsrechter: Leo Lemešić (YUG) |
| 27 juni Vriendschappelijk № 184 «onderlinge duels» 17:00 uur (UTC+1) | Seppe Hügi 72' (pen.) |       | 31' Knud Ove Sørensen 59', 68' Aage Rou Jensen 82' Jens Peder Hansen | Stadion Rankhof, Bazel Toeschouwers: 8.000 Scheidsrechter: Leo Lemešić (YUG) |

|                                                                         |                                                                 |       |         |                                                                                           |
| 9 augustus Vriendschappelijk № 185 «onderlinge duels» 13:00 uur (UTC+1) | Denemarken                                                      | 4 – 0 | IJsland | Københavns Idrætspark, Kopenhagen Toeschouwers: 19.800 Scheidsrechter: John Nilsson (SWE) |
| 9 augustus Vriendschappelijk № 185 «onderlinge duels» 13:00 uur (UTC+1) | Holger Seebach 43', 58' Erik Nielsen 66' Erik Hansen 85' (pen.) |       |         | Københavns Idrætspark, Kopenhagen Toeschouwers: 19.800 Scheidsrechter: John Nilsson (SWE) |

|                                                                                      |           |                   |            |                                                                                 |
| 13 september Noords Kampioenschap 1952/55 № 186 «onderlinge duels» 13:15 uur (UTC+1) | Noorwegen | 0 – 1             | Denemarken | Ullevaalstadion, Oslo Toeschouwers: 35.552 Scheidsrechter: Gösta Lindberg (SWE) |
| 13 september Noords Kampioenschap 1952/55 № 186 «onderlinge duels» 13:15 uur (UTC+1) |           | 32' Bent Sørensen |            | Ullevaalstadion, Oslo Toeschouwers: 35.552 Scheidsrechter: Gösta Lindberg (SWE) |

|                                                                                   |                                                                                           |       |                        |                                                                                             |
| 4 oktober Noords Kampioenschap 1952/55 № 187 «onderlinge duels» 13:30 uur (UTC+1) | Denemarken                                                                                | 6 – 1 | Finland                | Københavns Idrætspark, Kopenhagen Toeschouwers: 32.200 Scheidsrechter: Edvin Pedersen (NOR) |
| 4 oktober Noords Kampioenschap 1952/55 № 187 «onderlinge duels» 13:30 uur (UTC+1) | Jens Peder Hansen 11', 36' Poul Erik Petersen 25' Bent Sørensen 32' Kurt Nielsen 50', 61' |       | 40' (e.d.) Erik Køppen | Københavns Idrætspark, Kopenhagen Toeschouwers: 32.200 Scheidsrechter: Edvin Pedersen (NOR) |

### 1954
| |                       |       |                                   |                                                                                   |
| 4 juni Vriendschappelijk Toernooi 50-jarig jubileum Zweedse Voetbalbond № 188 «onderlinge duels» 19:00 uur (UTC+1) | Denemarken            | 1 – 2 | Noorwegen                         | Malmö Idrottsplats, Malmö Toeschouwers: 16.000 Scheidsrechter: John Nilsson (SWE) |
| 4 juni Vriendschappelijk Toernooi 50-jarig jubileum Zweedse Voetbalbond № 188 «onderlinge duels» 19:00 uur (UTC+1) | Valdemar Kendzior 15' |       | 78' Per Ljostveit 102' Harry Kure | Malmö Idrottsplats, Malmö Toeschouwers: 16.000 Scheidsrechter: John Nilsson (SWE) |

|                                                                                 |                                          |       |                                   |                                                                                     |
| 13 juni Noords Kampioenschap 1952/55 № 189 «onderlinge duels» 18:00 uur (UTC+2) | Finland                                  | 2 – 2 | Denemarken                        | Olympisch Stadion, Helsinki Toeschouwers: 17.539 Scheidsrechter: Erik Westman (SWE) |
| 13 juni Noords Kampioenschap 1952/55 № 189 «onderlinge duels» 18:00 uur (UTC+2) | Stig-Göran Myntti 45' Matti Hiltunen 58' |       | 64', 78' (pen.) Valdemar Kendzior | Olympisch Stadion, Helsinki Toeschouwers: 17.539 Scheidsrechter: Erik Westman (SWE) |

|                                                                           |                  |       |                     |                                                                                             |
| 19 september Vriendschappelijk № 190 «onderlinge duels» 13:30 uur (UTC+1) | Nederland        | 1 – 1 | Zwitserland         | Københavns Idrætspark, Kopenhagen Toeschouwers: 34.300 Scheidsrechter: Jan Bronkhorst (NED) |
| 19 september Vriendschappelijk № 190 «onderlinge duels» 13:30 uur (UTC+1) | Jørgen Olesen 4' |       | 86' Charles Antenen | Københavns Idrætspark, Kopenhagen Toeschouwers: 34.300 Scheidsrechter: Jan Bronkhorst (NED) |

|                                                                                    |                                                                        |       |                                        |                                                                               |
| 10 oktober Noords Kampioenschap 1952/55 № 191 «onderlinge duels» 14:00 uur (UTC+1) | Zweden                                                                 | 5 – 2 | Denemarken                             | Råsundastadion, Solna Toeschouwers: 36.700 Scheidsrechter: Finn Bråthen (NOR) |
| 10 oktober Noords Kampioenschap 1952/55 № 191 «onderlinge duels» 14:00 uur (UTC+1) | John Eriksson 9' Nils Åke Sandell 12', 38', 60' Kurt Hansen 36' (e.d.) |       | 6' Jens Peder Hansen 17' Bent Sørensen | Råsundastadion, Solna Toeschouwers: 36.700 Scheidsrechter: Finn Bråthen (NOR) |

|                                                                                    |                   |       |           |                                                                                                  |
| 31 oktober Noords Kampioenschap 1952/55 № 192 «onderlinge duels» 13:30 uur (UTC+1) | Denemarken        | 0 – 1 | Noorwegen | Københavns Idrætspark, Kopenhagen Toeschouwers: 36.200 Scheidsrechter: John Erik Andersson (SWE) |
| 31 oktober Noords Kampioenschap 1952/55 № 192 «onderlinge duels» 13:30 uur (UTC+1) | Harald Hennum 81' |       |           | Københavns Idrætspark, Kopenhagen Toeschouwers: 36.200 Scheidsrechter: John Erik Andersson (SWE) |

### 1955
|                                                                       |                 |       |                    |                                                                                           |
| 13 maart Vriendschappelijk № 193 «onderlinge duels» 14:30 uur (UTC+1) | Nederland       | 1 – 1 | Denemarken         | Olympisch Stadion, Amsterdam Toeschouwers: 60.000 Scheidsrechter: Lucien Van Nuffel (BEL) |
| 13 maart Vriendschappelijk № 193 «onderlinge duels» 14:30 uur (UTC+1) | Abe Lenstra 36' |       | 10' Vagn Birkeland | Olympisch Stadion, Amsterdam Toeschouwers: 60.000 Scheidsrechter: Lucien Van Nuffel (BEL) |

|                                                                     |            |                                                                      |           |                                                                                          |
| 15 mei Vriendschappelijk № 194 «onderlinge duels» 13:30 uur (UTC+1) | Denemarken | 0 – 6                                                                | Hongarije | Københavns Idrætspark, Kopenhagen Toeschouwers: 41.000 Scheidsrechter: Arthur Luty (ENG) |
| 15 mei Vriendschappelijk № 194 «onderlinge duels» 13:30 uur (UTC+1) |            | 21', 52' Sándor Kocsis 25' Péter Palotás 30', 70', 86' Károly Sándor |           | Københavns Idrætspark, Kopenhagen Toeschouwers: 41.000 Scheidsrechter: Arthur Luty (ENG) |

|                                                                                 |                            |       |                      |                                                                                           |
| 19 juni Noords Kampioenschap 1952/55 № 195 «onderlinge duels» 13:30 uur (UTC+1) | Denemarken                 | 2 – 1 | Finland              | Københavns Idrætspark, Kopenhagen Toeschouwers: 22.000 Scheidsrechter: John Nilsson (SWE) |
| 19 juni Noords Kampioenschap 1952/55 № 195 «onderlinge duels» 13:30 uur (UTC+1) | Jens Peder Hansen 24', 62' |       | 59' Simo Lehmusvirta | Københavns Idrætspark, Kopenhagen Toeschouwers: 22.000 Scheidsrechter: John Nilsson (SWE) |

|                                                                   |         |                                                                     |            |                                                                                   |
| 3 juli Vriendschappelijk № 196 «onderlinge duels» 20:00 uur (UTC) | IJsland | 0 – 4                                                               | Denemarken | Melavöllur, Reykjavik Toeschouwers: 10.280 Scheidsrechter: Petter Gundersen (NOR) |
| 3 juli Vriendschappelijk № 196 «onderlinge duels» 20:00 uur (UTC) |         | 30' Aage Jensen 37' Jens Hansen 50' Poul Pedersen 74' Poul Pedersen |            | Melavöllur, Reykjavik Toeschouwers: 10.280 Scheidsrechter: Petter Gundersen (NOR) |

|                                                                                      |                           |       |                     |                                                                                 |
| 11 september Noords Kampioenschap 1952/55 № 197 «onderlinge duels» 13:15 uur (UTC+1) | Noorwegen                 | 1 – 1 | Denemarken          | Ullevaalstadion, Oslo Toeschouwers: 33.836 Scheidsrechter: Aarne Eriksson (FIN) |
| 11 september Noords Kampioenschap 1952/55 № 197 «onderlinge duels» 13:15 uur (UTC+1) | Verner Nielsen 52' (e.d.) |       | 75' Jørgen Jacobsen | Ullevaalstadion, Oslo Toeschouwers: 33.836 Scheidsrechter: Aarne Eriksson (FIN) |

|                                                                        |                   |       |                                                              |                                                                                               |
| 2 oktober Vriendschappelijk № 198 «onderlinge duels» 13:30 uur (UTC+1) | Denemarken        | 1 – 5 | Engeland                                                     | Københavns Idrætspark, Kopenhagen Toeschouwers: 50.000 Scheidsrechter: Giorgio Bernardi (ITA) |
| 2 oktober Vriendschappelijk № 198 «onderlinge duels» 13:30 uur (UTC+1) | Knud Lundberg 62' |       | 26', 53' Don Revie 31', 41' Nat Lofthouse 80' Geoff Bradford | Københavns Idrætspark, Kopenhagen Toeschouwers: 50.000 Scheidsrechter: Giorgio Bernardi (ITA) |

|                                                                                    |                                         |       |                                                         |                                                                                           |
| 16 oktober Noords Kampioenschap 1952/55 № 199 «onderlinge duels» 13:30 uur (UTC+1) | Denemarken                              | 3 – 3 | Zweden                                                  | Københavns Idrætspark, Kopenhagen Toeschouwers: 50.200 Scheidsrechter: Finn Bråthen (NOR) |
| 16 oktober Noords Kampioenschap 1952/55 № 199 «onderlinge duels» 13:30 uur (UTC+1) | Ove Andersen 12', 81' Knud Lundberg 41' |       | 57' Bertil Nilsson 63' Nils Åke Sandell 89' Kurt Hamrin | Københavns Idrætspark, Kopenhagen Toeschouwers: 50.200 Scheidsrechter: Finn Bråthen (NOR) |

### 1956
|                                                                     |                                                                                      |       |                   |                                                                               |
| 23 mei Vriendschappelijk № 200 «onderlinge duels» 18:30 uur (UTC+3) | Sovjet-Unie                                                                          | 5 – 1 | Denemarken        | Dinamostadion, Moskou Toeschouwers: 54.000 Scheidsrechter: Alfred Grill (AUT) |
| 23 mei Vriendschappelijk № 200 «onderlinge duels» 18:30 uur (UTC+3) | Valentin Ivanov 10' Sergej Salnikov 16', 84' Edoeard Streltsov 51' Anatoli Iljin 59' |       | 75' Knud Lundberg | Dinamostadion, Moskou Toeschouwers: 54.000 Scheidsrechter: Alfred Grill (AUT) |

|                                                                                 |                                            |       |                                          |                                                                                          |
| 24 juni Noords Kampioenschap 1956/59 № 201 «onderlinge duels» 13:30 uur (UTC+1) | Denemarken                                 | 2 – 3 | Noorwegen                                | Københavns Idrætspark, Kopenhagen Toeschouwers: 35.600 Scheidsrechter: Sten Ahlner (SWE) |
| 24 juni Noords Kampioenschap 1956/59 № 201 «onderlinge duels» 13:30 uur (UTC+1) | Knud Lundberg 61' (pen.) Poul Pedersen 81' |       | 3' Gunnar Dybwad 10', 64' Knut Sandengen | Københavns Idrætspark, Kopenhagen Toeschouwers: 35.600 Scheidsrechter: Sten Ahlner (SWE) |

|                                                                     |                                      |       |                                                                   |                                                                                          |
| 1 juli Vriendschappelijk № 202 «onderlinge duels» 13:30 uur (UTC+1) | Denemarken                           | 2 – 5 | Sovjet-Unie                                                       | Københavns Idrætspark, Kopenhagen Toeschouwers: 45.000 Scheidsrechter: Jack Clough (ENG) |
| 1 juli Vriendschappelijk № 202 «onderlinge duels» 13:30 uur (UTC+1) | Ove Andersen 16' Aage Rou Jensen 87' |       | 32', 64', 73' Anatoli Iljin 57' Anatoli Isaev 71' Boris Tatoesjin | Københavns Idrætspark, Kopenhagen Toeschouwers: 45.000 Scheidsrechter: Jack Clough (ENG) |

|                                                                                      |         |                                                           |            |                                                                                        |
| 16 september Noords Kampioenschap 1956/59 № 203 «onderlinge duels» 14:00 uur (UTC+2) | Finland | 0 – 4                                                     | Denemarken | Olympisch Stadion, Helsinki Toeschouwers: 14.914 Scheidsrechter: Øivind Helgesen (NOR) |
| 16 september Noords Kampioenschap 1956/59 № 203 «onderlinge duels» 14:00 uur (UTC+2) |         | 31' Poul Pedersen 39' Jørgen Hansen 44', 87' Ove Andersen |            | Olympisch Stadion, Helsinki Toeschouwers: 14.914 Scheidsrechter: Øivind Helgesen (NOR) |

|                                                                           |                                         |       |                     |                                                                            |
| 3 oktober WK 1958 kwalificatie № 204 «onderlinge duels» 17:00 uur (UTC+1) | Ierland                                 | 2 – 1 | Denemarken          | Dalymount Park, Dublin Toeschouwers: 32.600 Scheidsrechter: Alf Bond (ENG) |
| 3 oktober WK 1958 kwalificatie № 204 «onderlinge duels» 17:00 uur (UTC+1) | Dermot Curtis 27' John Gavin 45' (pen.) |       | 86' Aage Rou Jensen | Dalymount Park, Dublin Toeschouwers: 32.600 Scheidsrechter: Alf Bond (ENG) |

|                                                                                    |                   |       |                       |                                                                                  |
| 21 oktober Noords Kampioenschap 1956/59 № 205 «onderlinge duels» 13:30 uur (UTC+1) | Zweden            | 1 – 1 | Denemarken            | Råsundastadion, Solna Toeschouwers: 37.754 Scheidsrechter: Orjo Pättiniemi (FIN) |
| 21 oktober Noords Kampioenschap 1956/59 № 205 «onderlinge duels» 13:30 uur (UTC+1) | Gösta Löfgren 81' |       | 28' Jens Peder Hansen | Råsundastadion, Solna Toeschouwers: 37.754 Scheidsrechter: Orjo Pättiniemi (FIN) |

|                                                                         |                                            |       |                     |                                                                                                  |
| 4 november Vriendschappelijk № 206 «onderlinge duels» 13:30 uur (UTC+1) | Denemarken                                 | 2 – 2 | Nederland           | Københavns Idrætspark, Kopenhagen Toeschouwers: 38.000 Scheidsrechter: John Erik Andersson (SWE) |
| 4 november Vriendschappelijk № 206 «onderlinge duels» 13:30 uur (UTC+1) | Jørgen Olesen 54' Knud Lundberg 61' (pen.) |       | 15', 76' Bram Appel | Københavns Idrætspark, Kopenhagen Toeschouwers: 38.000 Scheidsrechter: John Erik Andersson (SWE) |

|                                                                          |                            |       |                                                   |                                                                                           |
| 5 december WK 1958 kwalificatie № 207 «onderlinge duels» 19:15 uur (UTC) | Engeland                   | 5 – 2 | Denemarken                                        | Molineux Stadium, Wolverhampton Toeschouwers: 54.083 Scheidsrechter: Maurice Guigue (FRA) |
| 5 december WK 1958 kwalificatie № 207 «onderlinge duels» 19:15 uur (UTC) | Tommy Taylor 18', 20', 48' |       | 28', 52' Ove Bech Nielsen 56', 77' Duncan Edwards | Molineux Stadium, Wolverhampton Toeschouwers: 54.083 Scheidsrechter: Maurice Guigue (FRA) |

### 1957
|                                                                        |                 |       |                                                        |                                                                                           |
| 15 mei WK 1958 kwalificatie № 208 «onderlinge duels» 18:30 uur (UTC+1) | Denemarken      | 1 – 4 | Engeland                                               | Københavns Idrætspark, Kopenhagen Toeschouwers: 35.000 Scheidsrechter: Albert Dusch (FRG) |
| 15 mei WK 1958 kwalificatie № 208 «onderlinge duels» 18:30 uur (UTC+1) | John Jensen 27' |       | 29' Johnny Haynes 71', 86' Tommy Taylor 76' John Atyeo | Københavns Idrætspark, Kopenhagen Toeschouwers: 35.000 Scheidsrechter: Albert Dusch (FRG) |

|                                                                     |                     |       |                      |                                                                                                |
| 26 mei Vriendschappelijk № 209 «onderlinge duels» 13:30 uur (UTC+1) | Denemarken          | 1 – 1 | Bulgarije            | Københavns Idrætspark, Kopenhagen Toeschouwers: 35.000 Scheidsrechter: Lucien Van Nuffel (BEL) |
| 26 mei Vriendschappelijk № 209 «onderlinge duels» 13:30 uur (UTC+1) | Aage Rou Jensen 29' |       | 13' Nikola Kovatsjev | Københavns Idrætspark, Kopenhagen Toeschouwers: 35.000 Scheidsrechter: Lucien Van Nuffel (BEL) |

| |                                  |       |            |                                                                                        |
| 18 juni Vriendschappelijk Toernooi 50-jarig jubileum Finse Voetbalbond № 210 «onderlinge duels» 19:00 uur (UTC+2) | Finland                          | 2 – 0 | Denemarken | Olympisch Stadion, Helsinki Toeschouwers: 11.859 Scheidsrechter: Øivind Helgesen (NOR) |
| 18 juni Vriendschappelijk Toernooi 50-jarig jubileum Finse Voetbalbond № 210 «onderlinge duels» 19:00 uur (UTC+2) | Kai Pahlman 4' auri Vanhanen 44' |       |            | Olympisch Stadion, Helsinki Toeschouwers: 11.859 Scheidsrechter: Øivind Helgesen (NOR) |

|                                                                                                 |                                   |       |           |                                                                                    |
| 19 juni Vriendschappelijk Toernooi 50-jarig jubileum Finse Voetbalbond № 211 «onderlinge duels» | Denemarken                        | 2 – 0 | Noorwegen | Ratina Stadion, Tampere Toeschouwers: 2.280 Scheidsrechter: Bengt Lundell (Zweden) |
| 19 juni Vriendschappelijk Toernooi 50-jarig jubileum Finse Voetbalbond № 211 «onderlinge duels» | Egon Jensen 63' Jørgen Hansen 66' |       |           | Ratina Stadion, Tampere Toeschouwers: 2.280 Scheidsrechter: Bengt Lundell (Zweden) |

|                                                                                 |                       |       |                         |                                                                                              |
| 30 juni Noords Kampioenschap 1956/59 № 212 «onderlinge duels» 13:30 uur (UTC+1) | Denemarken            | 1 – 2 | Zweden                  | Københavns Idrætspark, Kopenhagen Toeschouwers: 51.600 Scheidsrechter: Gunnar Andersen (NOR) |
| 30 juni Noords Kampioenschap 1956/59 № 212 «onderlinge duels» 13:30 uur (UTC+1) | Jens Peder Hansen 17' |       | 40', 77' Henry Källgren | Københavns Idrætspark, Kopenhagen Toeschouwers: 51.600 Scheidsrechter: Gunnar Andersen (NOR) |

| |                                           |       |                                                                                                  |                                                                                      |
| 10 juli Vriendschappelijk Toernooi 10-jarig jubileum IJslandse Voetbalbond № 213 «onderlinge duels» 20:30 uur (UTC) | IJsland                                   | 2 – 6 | Denemarken                                                                                       | Laugardalsvöllur, Reykjavik Toeschouwers: 8.000 Scheidsrechter: Bobby Davidson (SCO) |
| 10 juli Vriendschappelijk Toernooi 10-jarig jubileum IJslandse Voetbalbond № 213 «onderlinge duels» 20:30 uur (UTC) | Ríkharður Jónsson 4' Þórður Þórðarson 49' |       | 5' Egon Jensen 39' Poul Pedersen 41' Egon Jensen 52' Jens Hansen 73' Jens Hansen 80' Egon Jensen | Laugardalsvöllur, Reykjavik Toeschouwers: 8.000 Scheidsrechter: Bobby Davidson (SCO) |

|                                                                                      |                            |       |                                 |                                                                               |
| 22 september Noords Kampioenschap 1956/59 № 214 «onderlinge duels» 13:15 uur (UTC+1) | Noorwegen                  | 2 – 2 | Denemarken                      | Ullevaalstadion, Oslo Toeschouwers: 33.321 Scheidsrechter: Yrjö Kaivola (FIN) |
| 22 september Noords Kampioenschap 1956/59 № 214 «onderlinge duels» 13:15 uur (UTC+1) | Per Kristoffersen 21', 34' |       | 9' Poul Pedersen 61' Peder Kjær | Ullevaalstadion, Oslo Toeschouwers: 33.321 Scheidsrechter: Yrjö Kaivola (FIN) |

|                                                                           |            |                                      |         |                                                                                             |
| 2 oktober WK 1958 kwalificatie № 215 «onderlinge duels» 19:00 uur (UTC+1) | Denemarken | 0 – 2                                | Ierland | Københavns Idrætspark, Kopenhagen Toeschouwers: 28.000 Scheidsrechter: Gerhard Schulz (DDR) |
| 2 oktober WK 1958 kwalificatie № 215 «onderlinge duels» 19:00 uur (UTC+1) |            | 53' George Cummins 60' Dermot Curtis |         | Københavns Idrætspark, Kopenhagen Toeschouwers: 28.000 Scheidsrechter: Gerhard Schulz (DDR) |

|                                                                                    |                                                        |       |         |                                                                                             |
| 13 oktober Noords Kampioenschap 1956/59 № 216 «onderlinge duels» 13:30 uur (UTC+1) | Denemarken                                             | 3 – 0 | Finland | Københavns Idrætspark, Kopenhagen Toeschouwers: 33.200 Scheidsrechter: Bobby Davidson (SCO) |
| 13 oktober Noords Kampioenschap 1956/59 № 216 «onderlinge duels» 13:30 uur (UTC+1) | Finn Hansen 55' Ove Bech Nielsen 62' Mogens Machon 71' |       |         | Københavns Idrætspark, Kopenhagen Toeschouwers: 33.200 Scheidsrechter: Bobby Davidson (SCO) |

### 1958
|                                                                     |                                                  |       |                                          |                                                                                 |
| 15 mei Vriendschappelijk № 217 «onderlinge duels» 13:30 uur (UTC+1) | Denemarken                                       | 3 – 2 | Curaçao                                  | Aarhus Stadion, Aarhus Toeschouwers: 15.800 Scheidsrechter: Bengt Lundell (SWE) |
| 15 mei Vriendschappelijk № 217 «onderlinge duels» 13:30 uur (UTC+1) | Poul Pedersen 54' (pen) Henning Enoksen 68', 90' |       | 18' Hubert Schoop 89' Eugenio Bernardina | Aarhus Stadion, Aarhus Toeschouwers: 15.800 Scheidsrechter: Bengt Lundell (SWE) |

|                                                                     |                                          |       |                                      |                                                                                           |
| 25 mei Vriendschappelijk № 218 «onderlinge duels» 13:30 uur (UTC+1) | Denemarken                               | 3 – 2 | Polen                                | Københavns Idrætspark, Kopenhagen Toeschouwers: 21.900 Scheidsrechter: Karl Lescart (BEL) |
| 25 mei Vriendschappelijk № 218 «onderlinge duels» 13:30 uur (UTC+1) | Jørn Sørensen 17' Poul Pedersen 17', 26' |       | 29' Roman Lentner 85' Gerard Cieślik | Københavns Idrætspark, Kopenhagen Toeschouwers: 21.900 Scheidsrechter: Karl Lescart (BEL) |

|                                                                                 |                   |       |                                   |                                                                                             |
| 29 juni Noords Kampioenschap 1956/59 № 219 «onderlinge duels» 18:30 uur (UTC+1) | Denemarken        | 1 – 2 | Noorwegen                         | Københavns Idrætspark, Kopenhagen Toeschouwers: 31.500 Scheidsrechter: Gösta Lindberg (SWE) |
| 29 juni Noords Kampioenschap 1956/59 № 219 «onderlinge duels» 18:30 uur (UTC+1) | Poul Pedersen 56' |       | 2' Bjørn Borgen 58' Arne Pedersen | Københavns Idrætspark, Kopenhagen Toeschouwers: 31.500 Scheidsrechter: Gösta Lindberg (SWE) |

|                                                                                      |                 |       |                                                                           |                                                                                   |
| 14 september Noords Kampioenschap 1956/59 № 220 «onderlinge duels» 14:00 uur (UTC+2) | Finland         | 1 – 4 | Denemarken                                                                | Olympisch Stadion, Helsinki Toeschouwers: 9.272 Scheidsrechter: Pyotr Belov (URS) |
| 14 september Noords Kampioenschap 1956/59 № 220 «onderlinge duels» 14:00 uur (UTC+2) | Kai Pahlman 80' |       | 13' Poul Pedersen 48' Mogens Machon 51' John Danielsen 68' John Danielsen | Olympisch Stadion, Helsinki Toeschouwers: 9.272 Scheidsrechter: Pyotr Belov (URS) |

|                                                                           |                     |       |                 |                                                                                          |
| 24 september Vriendschappelijk № 221 «onderlinge duels» 19:00 uur (UTC+1) | Denemarken          | 1 – 1 | West-Duitsland  | Københavns Idrætspark, Kopenhagen Toeschouwers: 35.000 Scheidsrechter: Milan Fencl (TCH) |
| 24 september Vriendschappelijk № 221 «onderlinge duels» 19:00 uur (UTC+1) | Henning Enoksen 60' |       | 32' Helmut Rahn | Københavns Idrætspark, Kopenhagen Toeschouwers: 35.000 Scheidsrechter: Milan Fencl (TCH) |

|                                                                         |                                                                                     |       |                     |                                                                            |
| 15 oktober Vriendschappelijk № 222 «onderlinge duels» 20:00 uur (UTC+1) | Nederland                                                                           | 5 – 1 | Denemarken          | De Kuip, Rotterdam Toeschouwers: 53.000 Scheidsrechter: Albert Dusch (FRG) |
| 15 oktober Vriendschappelijk № 222 «onderlinge duels» 20:00 uur (UTC+1) | Piet van der Kuil 4' Piet Kruiver 24' Tonny van der Linden 27' Abe Lenstra 77', 87' |       | 79' Henning Enoksen | De Kuip, Rotterdam Toeschouwers: 53.000 Scheidsrechter: Albert Dusch (FRG) |

|                                                                                    |                                                                   |       |                                         |                                                                                  |
| 26 oktober Noords Kampioenschap 1956/59 № 223 «onderlinge duels» 13:30 uur (UTC+1) | Zweden                                                            | 4 – 4 | Denemarken                              | Råsundastadion, Solna Toeschouwers: 43.938 Scheidsrechter: Orjo Pättiniemi (FIN) |
| 26 oktober Noords Kampioenschap 1956/59 № 223 «onderlinge duels» 13:30 uur (UTC+1) | Bengt Berndtsson 9' Rune Börjesson 32' Gunnar Gren 40' (pen), 70' |       | 11', 87' Ole Madsen 36' Henning Enoksen | Råsundastadion, Solna Toeschouwers: 43.938 Scheidsrechter: Orjo Pättiniemi (FIN) |

### 1959
|                                                                                 |            |                                                                                      |        |                                                                                             |
| 21 juni Noords Kampioenschap 1956/59 № 224 «onderlinge duels» 13:30 uur (UTC+1) | Denemarken | 0 – 6                                                                                | Zweden | Københavns Idrætspark, Kopenhagen Toeschouwers: 53.000 Scheidsrechter: Albert Alsteen (BEL) |
| 21 juni Noords Kampioenschap 1956/59 № 224 «onderlinge duels» 13:30 uur (UTC+1) |            | 10', 44' Harry Bild 35' Agne Simonsson 40', 85' Bengt Berndtsson 42' Lennart Backman |        | Københavns Idrætspark, Kopenhagen Toeschouwers: 53.000 Scheidsrechter: Albert Alsteen (BEL) |

|                                                                                              |                                      |       |                                                               |                                                                                      |
| 26 juni Olympisch kwalificatietoernooi voetbal 1960 № 225 «onderlinge duels» 20:30 uur (UTC) | IJsland                              | 2 – 4 | Denemarken                                                    | Laugardalsvöllur, Reykjavik Toeschouwers: 11.000 Scheidsrechter: Birger Nilsen (NOR) |
| 26 juni Olympisch kwalificatietoernooi voetbal 1960 № 225 «onderlinge duels» 20:30 uur (UTC) | Sveinn Jónsson 46' Þórólfur Beck 80' |       | 18' Jens Hansen 28' Ole Madsen 50' Jens Hansen 60' Ole Madsen | Laugardalsvöllur, Reykjavik Toeschouwers: 11.000 Scheidsrechter: Birger Nilsen (NOR) |

|                                                                                               |                                    |       |                          |                                                                                           |
| 2 juli Olympisch kwalificatietoernooi voetbal 1960 № 226 «onderlinge duels» 19:00 uur (UTC+1) | Denemarken                         | 2 – 1 | Noorwegen                | Københavns Idrætspark, Kopenhagen Toeschouwers: 37.100 Scheidsrechter: Albert Dusch (FRG) |
| 2 juli Olympisch kwalificatietoernooi voetbal 1960 № 226 «onderlinge duels» 19:00 uur (UTC+1) | Henning Enoksen 53' Ole Madsen 55' |       | 70' Rolf Birger Pedersen | Københavns Idrætspark, Kopenhagen Toeschouwers: 37.100 Scheidsrechter: Albert Dusch (FRG) |

| |                     |       |                     |                                                                                         |
| 18 augustus Olympisch kwalificatietoernooi voetbal 1960 № 227 «onderlinge duels» 18:00 uur (UTC+1) | Denemarken          | 1 – 1 | IJsland             | Idrætsparken, Kopenhagen Toeschouwers: 26.000 Scheidsrechter: Andries van Leeuwen (NED) |
| 18 augustus Olympisch kwalificatietoernooi voetbal 1960 № 227 «onderlinge duels» 18:00 uur (UTC+1) | Henning Enoksen 82' |       | 29' Sveinn Teitsson | Idrætsparken, Kopenhagen Toeschouwers: 26.000 Scheidsrechter: Andries van Leeuwen (NED) |

| |                                        |       |                                                               |                                                                            |
| 13 september Olympisch kwalificatietoernooi voetbal 1960 / Noords Kampioenschap 1956/59 № 228 «onderlinge duels» 13:15 uur (UTC+2) | Noorwegen                              | 2 – 4 | Denemarken                                                    | Ullevaalstadion, Oslo Toeschouwers: 30.142 Scheidsrechter: Ken Aston (ENG) |
| 13 september Olympisch kwalificatietoernooi voetbal 1960 / Noords Kampioenschap 1956/59 № 228 «onderlinge duels» 13:15 uur (UTC+2) | Åge Sørensen 38' Kjell Kristiansen 56' |       | 29' Harald Nielsen 53', 89' Henning Enoksen 64' Poul Pedersen | Ullevaalstadion, Oslo Toeschouwers: 30.142 Scheidsrechter: Ken Aston (ENG) |

|                                                                              |                                   |       |                                        |                                                                                             |
| 23 september EK 1960 kwalificatie № 229 «onderlinge duels» 19:00 uur (UTC+1) | Denemarken                        | 2 – 2 | Tsjecho-Slowakije                      | Københavns Idrætspark, Kopenhagen Toeschouwers: 32.400 Scheidsrechter: Jan Bronkhorst (NED) |
| 23 september EK 1960 kwalificatie № 229 «onderlinge duels» 19:00 uur (UTC+1) | Poul Pedersen 15' Bent Hansen 19' |       | 29' Ladislav Kačáni 43' Milan Dolinský | Københavns Idrætspark, Kopenhagen Toeschouwers: 32.400 Scheidsrechter: Jan Bronkhorst (NED) |

|                                                                                   |                                              |       |         |                                                                                             |
| 4 oktober Noords Kampioenschap 1956/59 № 230 «onderlinge duels» 13:30 uur (UTC+1) | Denemarken                                   | 4 – 0 | Finland | Københavns Idrætspark, Kopenhagen Toeschouwers: 35.500 Scheidsrechter: Leif Gulliksen (NOR) |
| 4 oktober Noords Kampioenschap 1956/59 № 230 «onderlinge duels» 13:30 uur (UTC+1) | Harald Nielsen 20', 22', 53' John Kramer 81' |       |         | Københavns Idrætspark, Kopenhagen Toeschouwers: 35.500 Scheidsrechter: Leif Gulliksen (NOR) |

|                                                                            |                                                                   |       |                 |                                                                                             |
| 18 oktober EK 1960 kwalificatie № 231 «onderlinge duels» 14:30 uur (UTC+1) | Tsjecho-Slowakije                                                 | 5 – 1 | Denemarken      | Stadion Spartak Královo Pole, Brno Toeschouwers: 31.217 Scheidsrechter: Helmut Köhler (DDR) |
| 18 oktober EK 1960 kwalificatie № 231 «onderlinge duels» 14:30 uur (UTC+1) | Titus Buberník 39', 56' Adolf Scherer 47', 86' Milan Dolinský 63' |       | 32' John Kramer | Stadion Spartak Královo Pole, Brno Toeschouwers: 31.217 Scheidsrechter: Helmut Köhler (DDR) |

|                                                                         |                       |       |                                            |                                                                                                   |
| 2 december Vriendschappelijk № 232 «onderlinge duels» 15:00 uur (UTC+2) | Griekenland           | 1 – 3 | Denemarken                                 | Apostolos Nikolaidisstadion, Athene Toeschouwers: 9.335 Scheidsrechter: Louis Fauquemberghe (FRA) |
| 2 december Vriendschappelijk № 232 «onderlinge duels» 15:00 uur (UTC+2) | Lambis Serafeidis 58' |       | 52', 60' Henning Enoksen 68' Poul Pedersen | Apostolos Nikolaidisstadion, Athene Toeschouwers: 9.335 Scheidsrechter: Louis Fauquemberghe (FRA) |

|                                                                         |                                       |       |                     |                                                                                               |
| 6 december Vriendschappelijk № 233 «onderlinge duels» 15:00 uur (UTC+2) | Bulgarije                             | 2 – 1 | Denemarken          | Vasil Levski Nationaal Stadion, Sofia Toeschouwers: 30.000 Scheidsrechter: Edgars Klavs (URS) |
| 6 december Vriendschappelijk № 233 «onderlinge duels» 15:00 uur (UTC+2) | Stefan Abadjiev 24' Ivan Dimitrov 73' |       | 14' Henning Enoksen | Vasil Levski Nationaal Stadion, Sofia Toeschouwers: 30.000 Scheidsrechter: Edgars Klavs (URS) |

UEFA: Albanië · België · Bulgarije · Denemarken · West-Duitsland · Duitse Democratische Republiek · Engeland · Finland · Frankrijk · Griekenland · Hongarije · Ierland · IJsland · Italië · Joegoslavië · Kroatië · Luxemburg · Malta · Nederland · Noord-Ierland · Noorwegen · Oostenrijk · Polen · Portugal · Roemenië · Saarland · Schotland · Sovjet-Unie · Spanje · Tsjecho-Slowakije · Turkije · Wales · Zweden · Zwitserland

AFC: Israël
DBU · A-internationals · Selecties · Bondscoaches · Deens vrouwenelftal · Olympisch elftal · Denemarken U21 · Denemarken U20 · Denemarken U19 · Denemarken U18 · Denemarken U17 · Denemarken U16 · Vrouwen U17
1908 – 1919 ·
1920 – 1929 ·
1930 – 1939 ·
1940 – 1949 ·
1950 – 1959 ·
1960 – 1969 ·
1970 – 1979 ·
1980 – 1989 ·
1990 – 1999 ·
2000 – 2009 ·
2010 – 2019 ·
2020 − 2029
EK's: 1964 · 
1984 · 
1988 · 
1992 · 
1996 · 
2000 · 
2004 · 
2012 · 
2020 · 
2024
WK's: 1986 · 
1998 · 
2002 · 
2010 · 
2018 · 
2022
OS: 1908 · 
1912 · 
1920 · 
1948 · 
1952 · 
1960 · 
1972 · 
1992 · 
2016
1908 · 
1909 · 
1910 · 
1911 · 
1912 · 
1913 · 
1914 · 
1915 · 
1916 · 
1917 · 
1918 · 
1919 · 
1920 · 
1921 · 
1922 · 
1923 · 
1924 · 
1925 · 
1926 · 
1927 · 
1928 · 
1929 · 
1930 · 
1931 · 
1932 · 
1933 · 
1934 · 
1935 · 
1936 · 
1937 · 
1938 · 
1939 · 
1940 · 
1941 · 
1942 · 
1943 · 
1944 · 
1946 · 
1947 · 
1948 · 
1949 · 
1950 · 
1952 · 
1952 · 
1953 · 
1954 · 
1955 · 
1956 · 
1957 · 
1958 · 
1959 · 
1960 · 
1961 · 
1962 · 
1963 · 
1964 · 
1965 · 
1966 · 
1967 · 
1968 · 
1969 · 
1970 · 
1971 · 
1972 · 
1973 · 
1974 · 
1975 · 
1976 · 
1977 · 
1978 · 
1979 · 
1980 · 
1981 · 
1982 · 
1983 · 
1984 · 
1985 · 
1986 · 
1987 · 
1988 · 
1989 · 
1990 ·
1991 · 
1992 · 
1993 · 
1994 · 
1995 · 
1996 · 
1997 · 
1998 · 
1999 · 
2000 · 
2001 · 
2002 · 
2003 · 
2004 · 
2005 · 
2006 · 
2007 · 
2008 · 
2009 · 
2010 · 
2011 · 
2012 · 
2013 · 
2014 · 
2015 · 
2016 · 
2017 · 
2018 ·
2019 ·
2020 ·
2021 ·
2022 ·
2023
Albanië ·
Algerije ·
Argentinië ·
Armenië ·
Australië ·
België ·
Bermuda ·
Bosnië en Herzegovina · 
Brazilië ·
Bulgarije ·
Canada ·
Chili ·
Cyprus ·
DDR ·
Duitsland ·
Ecuador ·
Egypte ·
Engeland ·
Estland ·
Faeröer · 
Finland · 
Frankrijk ·
Gambia ·
Georgië ·
Ghana ·
Gibraltar ·
GOS ·
Griekenland ·
Honduras ·
Hongarije ·
Hongkong ·
Ierland ·
IJsland ·
Indonesië ·
Iran ·
Israël ·
Italië ·
Japan ·
Joegoslavië ·
Kameroen ·
Kazachstan ·
Kosovo · 
Kroatië · 
Letland ·
Liechtenstein ·
Litouwen ·
Luxemburg ·
Malta ·
Marokko ·
Mexico ·
Moldavië · 
Montenegro · 
Nederland ·
Nederlandse Antillen ·
Nigeria ·
Noord-Ierland ·
Noord-Macedonië ·
Noorwegen ·
Oekraïne ·
Oostenrijk ·
Panama ·
Paraguay ·
Peru ·
Polen ·
Portugal ·
Roemenië ·
Rusland ·
San Marino ·
Saoedi-Arabië ·
Schotland ·
Senegal ·
Servië ·
Singapore ·
Slovenië ·
Slowakije ·
Sovjet-Unie ·
Spanje ·
Suriname ·
Thailand ·
Togo · 
Tsjechië ·
Tsjecho-Slowakije ·
Tunesië · 
Turkije · 
Uruguay ·
Verenigde Arabische Emiraten ·
Verenigde Staten ·
Wales ·
Wit-Rusland ·
Zuid-Afrika ·
Zuid-Korea ·
Zweden ·
Zwitserland
Argentinië (1995) · 
Australië (2018) ·
Australië (2022) · 
België (2021) · 
Duitsland (1992) · 
Duitsland (2012) · 
Engeland (2021) · 
Finland (2021) · 
Frankrijk (2002) · 
Frankrijk (2018) · 
Japan (2010) · 
Kameroen (2010) · 
Kroatië (2018) · 
Nederland (2010) · 
Nederland (2012) · 
Peru (2018) · 
Portugal (2012) · 
Rusland (2021) · 
Senegal (2002) · 
Tsjechië (2021) · 
Uruguay (2002) · 
Wales (2021)